# バイオ環境学部
バイオ環境学部(バイオかんきょうがくぶ、英称：Bioenvironmental Science)は、大学の学部の一つ。生物環境工学（生物工学と環境学の周辺領域を連携させた学域）に係わる教育・研究を行っている。

## 概要
現在この名前の学部を持つのは京都先端科学大学だけである。Bioenvironmentalは、翻訳の過程で定訳がなく、生物環境学(日本大学)・生物環境工学(東京大学)・バイオ環境工学(八戸工業大学)など、類似した名称が数多くある学部名、あるいは学科名であり、それぞれ特に差異のある学問領域というわけではない。これらは一般に、地球・自然環境を保全しつつ食料生産の基盤と地域環境を整備し、生物資源を高度に持続的に利用する課題を、主として工学的手法によって探究することを目的とする。

## バイオ環境学部を置く日本の大学

### 公立
なし

### 私立
- 京都先端科学大学